# East Is East
East Is East är en brittisk dramakomedifilm från 1999 i regi av Damien O'Donnell.

## Handling
Salford, Greater Manchester, 1971. Pakistaniern George Khan (Om Puri) har uppfostrat sina fem barn till goda muslimer. Det är i alla fall vad han själv tror, men när pappa inte tittar blir det ändå discobesök, smygrökning och allt annat som brittiska ungdomar brukar göra.

## Rollista i urval
- Om Puri – George Khan
- Linda Bassett – Ella Khan
- Jordan Routledge – Sajid Khan
- Archie Panjabi – Meenah Khan
- Emil Marwa – Maneer Khan
- Chris Bisson – Saleem Khan
- Jimi Mistry – Tariq Khan